# Milithronycteris
Milithronycteris és un subgènere de ratpenats de la família dels vespertiliònids.

## Taxonomia
- Ratpenat bru de Blanford (Hesperoptenus (Milithronycteris) blanfordi)
- Ratpenat bru de Gaskell (Hesperoptenus (Milithronycteris) gaskelli)
- Ratpenat bru de Tickell (Hesperoptenus (Milithronycteris) tickelli)
- Ratpenat bru de Tomes (Hesperoptenus (Milithronycteris) tomesi)